# سه‌گلی غربی
سه‌گلی غربی (به لاتین: Triantha occidentalis) یا سریشک کاذب غربی یک گونه گیاه گلدار از خانواده تافیلدیان است که در شمال غربی آرام کشف شد.
سرنو واتسون (گیاه‌شناس آمریکایی) در سال ۱۸۷۹ این گیاه را توفیلدیا اکسیدنتالیس نامید و توسط رجینالد ر. گیتس (نسل‌شناس کانادایی) در سال ۱۹۱۸ تریانتا نامیده شد. در سال ۲۰۲۱ گیاه‌شناسان دانشگاه بریتیش کلمبیا و دانشگاه ویسکانسین-مدیسون دریافتند این گیاه گوشت‌خوار است.
سه‌گلی غربی با مژک‌های چسبناکی که روی ساقه‌اش دارد شکار خود را به دام می‌اندازد. این ماده چسبناک آنزیم گوارشی فسفاتاز است که حشرات کوچک مانند مگس‌ریزه را به دام انداخته و توسط آنزیم ترشح شده هضم و مواد مغذی آن جذب گیاه می‌شود. زنبورها و پروانه‌ها که بزرگ‌تر هستند به دام نمی‌افتند و می‌توانند به گرده‌افشانی گیاه کمک کنند. روش گوشتخواری این گیاه منحصر به فرد شناخته شده‌است.